# Kosta Manojlović

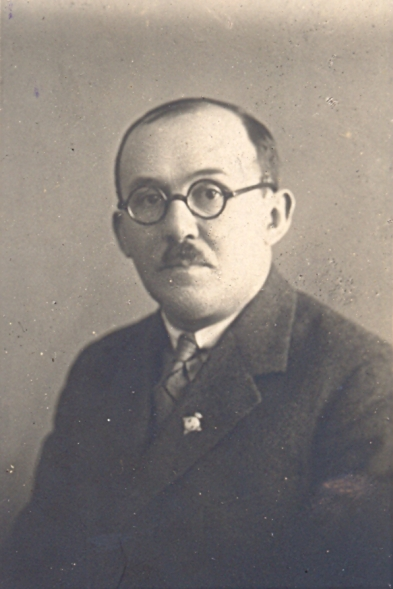
Kosta Manojlović, 1932

Konstantin „Kosta“ Manojlović (* 22. November 1890 in Kraljevo; † 2. Oktober 1949 in Belgrad) war ein jugoslawischer Komponist und Musikethnologe. 
Manojlović absolvierte eine musikalische Ausbildung in München, Belgrad und Oxford und unterrichtete dann an der Musikschule und der Musikakademie von Belgrad. Er komponierte ein Streichquintett und Klavierwerke, zwei Requiem, eine Kantate, Chorwerke, Liderzyklen (Žalne pesme, Pesme zemlje Raške, Pesme zemlje Skenderbegove) und Lieder. Außerdem verfasste er mehrere musikethnologische Schriften.

## Schriften
- Spomenicu Stevanu Mokranjcu
- Muzicke karakteristike našeg juga
- Muzicko delo našeg sela
- Narodne melodije u istocnoj Srbiji

| Personendaten    | Personendaten                               |
| ---------------- | ------------------------------------------- |
| NAME             | Manojlović, Kosta                           |
| ALTERNATIVNAMEN  | Manojlović, Konstantin                      |
| KURZBESCHREIBUNG | jugoslawischer Komponist und Musikethnologe |
| GEBURTSDATUM     | 22. November 1890                           |
| GEBURTSORT       | Kraljevo                                    |
| STERBEDATUM      | 2. Oktober 1949                             |
| STERBEORT        | Belgrad                                     |